# Jan Narkiewicz
Jan Narkiewicz (ur. w 1806 na Żmudzi, zm. 23 marca 1886 w Krakowie) – polski ksiądz katolicki, zesłaniec

## Życiorys
Pochodzenia chłopskiego. Po ukończeniu gimnazjum w Krożach  w 1826 roku wstąpił do seminarium w Worniach. W 1827 przeniósł się do zakonu pijarów. Po  ukończeniu nowicjatu w Połocku został nauczycielem w Lubieszowie. Po kasacie zakonu zostaje księdzem świeckim i otrzymuje święcenia z rąk biskupa  wileńskiego Kłągiewicza. Pracuje jako wikary w dobrach Radziwiłów w powiecie lidzkim, a po roku zostaje proboszczem. W 1857 wraca na Żmudź i zostaje proboszczem w Nowym Aleksandrowsku (dziś litewskie Zarasai, polska nazwa miejscowości-Jeziorosy) gdzie rozpoczyna murowanie kościoła. W 1859 roku zostaje dziekanem i poboszczem w Kobryniu. W czasie powstania styczniowego nie brał udziału w walkach, jednak za propolskie kazania, już po zakończeniu powstania, skazany został na zesłanie na Sybir. Karę odbywał  w Tunce nad Bajkałem od 1867 do 1875. Następnie do końca życia mieszkał w Krakowie pełniąc posługę kapłańską przy kościele pw. św. Łazarza. W 1878 opublikował wspomnienia z zesłania.
Publikacje ks. Narkiewicza:
- Pamiętniki księdza wygnańca – pióra Jana Narkiewicza. Kraków, 1878[3]
- Wykład pacierza, składu apostolskiego, przykazań Bożych, kościelnych, świętych sakramentów, warunków do spowiedzi i dalszych przepisów religii świętej z zastosowaniem do życia praktycznego. T. 1
- Ze wschodu 1899